# Schönberg (Babensham)
Schönberg ist ein Ort und eine Gemarkung in der Gemeinde Babensham im oberbayerischen Landkreis Rosenheim. Ein Teil der Gemarkung Schönberg liegt auch in der Gemeinde Eiselfing.

## Geographie
Das Kirchdorf liegt östlich von Wasserburg am Inn nahe der Bundesstraße 304 im nördlichen Landkreis Rosenheim.

## Geschichte
Die Filialkirche St. Jakob d. Ältere in Schönberg stammt aus dem 15. Jahrhundert. Die 1818 gegründete Gemeinde Schönberg entstand durch das bayerische Gemeindeedikt und war Teil des Landgerichts und späteren Landkreises Wasserburg am Inn. Die Gemeinde Eiselfing entstand im Zuge der Gebietsreform in Bayern am 1. April 1971 durch die Zusammenlegung der Gemeinden Schönberg, Aham, Bachmehring und Freiham. Kircheiselfing war bis dahin der Hauptort der Gemeinde Bachmehring. Seit der Auflösung des Landkreises Wasserburg am Inn am 1. Juni 1972 gehört die Gemeinde Eiselfing zum Landkreis Rosenheim. Schönberg wurde bereits am 1. Juli 1972 mit Oberthalham und Stettberg nach Babensham umgegliedert.